# コミックバンチKai
『コミックバンチKai』（コミックバンチカイ）は、新潮社が運営する無料のWEB漫画雑誌。月刊漫画雑誌の『月刊コミックバンチ』のリニューアル化に伴い、2024年4月26日に『コミックバンチKai』として創刊。

## 歴史
2001年に『週刊コミックバンチ』として創刊し、2011年に月刊化して『月刊コミック@バンチ』となり、2018年から『月刊コミックバンチ』の名称で刊行されてきた。
2024年3月21日、『月刊コミックバンチ』を『コミックバンチKai』にリニューアルすると発表。リニューアルについて、『月刊コミックバンチ』編集長の榎谷純一は「今後はWEBの時代に適応していかなければ生き残れない」、「次なる進化への最後のチャンス」と話し、『コミックバンチKai』編集長の西川有正は「『月刊コミックパンチ』が培ってきた漫画への熱量そのままに、SNS時代に合わせた王道ストーリー漫画、骨太漫画制作にチャレンジ」すると話している。作品は『月刊コミックバンチ』と『くらげバンチ』の作品が移籍されたほか、過去の『コミックバンチ』作品のリバイバル連載が行われている。
「Kai」という名称は、「バンチを改める」という意味で「改」、WEB漫画という大きな市場に漕ぎ出すためのオールという意味の「櫂」、さらに『くらげバンチ』の姉妹サイトとなることからくらげの住む「海」という意味が込められている。
同年10月に0.5周年を迎え、秋の新連載として今村翠の『電波のとどく時空にいます』と大柿ロクロウの『徳川埋蔵金はアメリカにござる』が開始されている。同年11月には複数による国内最大規模の合同漫画賞である「第2回マンガノ大賞」が開催され、本誌も初参加を果たす。
2025年4月26日にサイト開設1周年となったことを記念した特別企画が展開され、そのひとつとして新連載攻勢を実施。新連載攻勢は歴史ものやファンタジーのジャンルで、「骨太」を意識した作品がラインナップされている。同年7月25日には本誌を「より深く楽しんでもらうことを目的」としてYouTubeチャンネル「マン学」を開設。

## 編集方針
編集長の西川有正によると、「スピーディにたくさんの作品を出して反応を見ながらやっていくという編集部」もあり、そういう方法もあるが、本誌は連載会議の回数が多く「じっくり作るスタイル」となっている。連載を1本1本丁寧に制作することが可能なのは、「ゼロから立ち上げたサイトだったらすぐに結果を出せないと消えてしまう」が「紙の雑誌時代の人気作が土台を作って」いるためである。西川は骨太な作品の制作を狙っているため、「時間をかけられるのはありがたい」と述べている。骨太とは言い換えるとスケール感であり、「“瞬間面白い”というだけではなく、もう少し“持続的な感情を残すものを”を出していこう」という意識を言語化したもので、読み応えのある作品を指している。編集者から影の編集長といわれる井上淳哉によると「興奮の読み応え」で、イメージとしては「余韻があったり、興奮が続く、感情の持続性がある作品」である。
新人の育成も行っている。新人は人によるが、可能であれば隔週以上で、不可能な場合は月刊ペースで連載している。通常は原稿が掲載されて原稿料が入り、単行本が刊行されて印税が入るが、本誌では「少しでもきちんと報酬を出そう」という考えから連載会議に出すネームに報酬が支払われている。
雑誌では読み切りは雑誌の売り上げに影響がないが、Web媒体の場合は読み切りが話題となり集客となっているため、読み切りに対する重要度が増していることもあり、読み切り祭りを実施している。

## 連載作品

### 漫画作品
- 「連載作品」に記載されている作品（リバイバル連載を含めない）[12]。
- デフォルトでの表示順は連載開始順。同じ号で複数漫画作品が連載を開始した場合は五十音順で表記する。
- 現在連載中の漫画作品は、作品名を太字で表記する。
- 開始日・終了日はyyyy年mm月dd日を「yyyy.mm.dd」と略記（例：2024年4月26日→2024.04.26）

|  | 2025年8月8日現在連載中 |  | 見出し（非データ） |

|      | 作品名                                   | 作者（作画・漫画）   | 原作者など                            | 開始日     | 終了日     | 注記                             |
| ---- | ---------------------------------------- | -------------------- | ------------------------------------- | ---------- | ---------- | -------------------------------- |
| 00   | Ｚ                                       | Ｚ                   | 2024年                                | 2024.00    | Ｚ         | Ｚ                               |
| 001  | 応天の門                                 | 灰原薬               | －                                    | 2024.04.26 | 連載中     | ←『月刊コミックバンチ』          |
| 002  | おひとりさまホテル                       | マキヒロチ（漫画）   | まろ（原案）                          | 2024.04.26 | 連載中     | ←『月刊コミックバンチ』          |
| 003  | 怪獣自衛隊                               | 井上淳哉             | －                                    | 2024.04.26 | 連載中     | ←『月刊コミックバンチ』          |
| 004  | 教育虐待 ―子供を壊す『教育熱心』な親たち | ワダユウキ（作画）   | 石井光太（原作） 鈴木マサカズ（構成） | 2024.04.26 | 連載中     | ←『月刊コミックバンチ』          |
| 005  | JKハルは異世界で娼婦になった             | 山田J太（作画）      | 平鳥コウ（原作）                      | 2024.04.26 | 2025.06.13 | 本誌でも連載扱い                 |
| 006  | 死役所                                   | あずみきし           | －                                    | 2024.04.26 | 連載中     | ←『月刊コミックバンチ』          |
| 007  | ディノサン                               | 木下いたる           | －                                    | 2024.04.26 | 連載中     | ←『月刊コミックバンチ』          |
| 008  | ドルおじ＃ドールに沼ったおじさんの話     | さとうはるみ         | －                                    | 2024.04.26 | 連載中     | ←『月刊コミックバンチ』          |
| 009  | 売国機関                                 | 品佳直（漫画）       | カルロ・ゼン（原作）                  | 2024.04.26 | 連載中     | ←『くらげバンチ』                |
| 010  | ポンコツ魔王の田舎暮らし                 | 渡邉ポポ             | －                                    | 2024.04.26 | 連載中     | ←『月刊コミックバンチ』          |
| 011  | 最後のレストラン Dante                   | 藤栄道彦             | －                                    | 2024.04.26 | 連載中     |                                  |
| 012  | 鹿楓堂よついろ日和                       | 清水ユウ             | －                                    | 2024.05.03 | 連載中     | ←『月刊コミックバンチ』          |
| 013  | 極主夫道                                 | おおのこうすけ       | －                                    | 2024.05.10 | 連載中     | ←『くらげバンチ』                |
| 014  | 手のひらねこ                             | 鷹野久               | －                                    | 2024.05.10 | 2024.07.19 | ←『月刊コミックバンチ』          |
| 015  | 燃えよ剣                                 | 奏ヨシキ（漫画）     | 司馬遼太郎（原作）                    | 2024.05.10 | 2025.01.17 | ←『月刊コミックバンチ』 第一部完 |
| 016  | ならずもの恋慕                           | やまだはるか         | －                                    | 2024.05.17 | 連載中     | ←『月刊コミックバンチ』          |
| 017  | 133cmの景色                              | ひるのつき子         | －                                    | 2024.05.17 | 連載中     | ←『月刊コミックバンチ』          |
| 018  | 邦人奪還―自衛隊特殊部隊が動くとき―       | 須本壮一（漫画）     | 伊藤祐靖（原作）                      | 2024.05.17 | 連載中     |                                  |
| 019  | 成瀬は天下を取りにいく                   | 小畠泪（作画）       | 宮島未奈（原作） さかなこうじ（構成） | 2024.05.24 | 2025.07.18 | 『くらげバンチ』でも連載         |
| 020  | 「子供を殺してください」という親たち     | 鈴木マサカズ（漫画） | 押川剛（原作）                        | 2024.06.07 | 連載中     | ←『月刊コミックバンチ』          |
| 021  | 月かけごはん                             | 魚乃目三太           | －                                    | 2024.07.26 | 連載中     |                                  |
| 022  | 電波のとどく時空にいます                 | 今村翠               | －                                    | 2024.10.25 | 連載中     |                                  |
| 023  | 徳川埋蔵金はアメリカにござる             | 大柿ロクロウ         | －                                    | 2024.11.01 | 連載中     |                                  |
| 024  | 傾国の仕立て屋 ローズ・ベルタン          | 磯見仁月             | －                                    | 2024.11.22 | 連載中     | ←『月刊コミックバンチ』          |
| 24.5 | Ｚ                                       | Ｚ                   | 2025年                                | 2025.00    | Ｚ         | Ｚ                               |
| 025  | 空五倍子先生の書けない生活               | 本田                 | －                                    | 2025.04.25 | 連載中     |                                  |
| 026  | ネノ國の結ビノ巫女                       | 大崎崇人             | －                                    | 2025.05.02 | 連載中     |                                  |
| 027  | シンデレラの反乱                         | 大西巷一             | －                                    | 2025.05.09 | 連載中     |                                  |
| 028  | 三国志凶漢伝 暴喰の董卓                  | 杉山惇氏             | －                                    | 2025.06.13 | 連載中     |                                  |
| 029  | 不動産斜路の冒険                         | 小島アジコ           | －                                    | 2025.06.20 | 連載中     |                                  |
| 030  | 三日月の国 オスマン千夜一夜              | 桃山あおい           | －                                    | 2025.06.27 | 連載中     |                                  |
| 031  | コンビニ兄弟 テンダネス門司港こがね村店  | 瀬戸ましお（漫画）   | 町田そのこ（新潮文庫nex刊）（原作）   | 2025.07.04 | 連載中     |                                  |
| 032  | GANGSTA.                                 | コースケ             | －                                    | －         | 連載中     | ←『月刊コミックバンチ』          |
| 999  | Ｚ                                       | Ｚ                   | 本誌でも連載扱い                      | 9999.00    | Ｚ         | Ｚ                               |
| 033  | クレイジーフードトラック                 | 大柿ロクロウ         | －                                    | －         | －         | 本誌でも連載扱い                 |
| 034  | 埼玉の女子高生ってどう思いますか？       | 渡邉ポポ             | －                                    | －         | －         | 本誌でも連載扱い                 |
| 035  | 僕の妻は発達障害                         | ナナトエリ 亀山聡    | －                                    | －         | －         | 本誌でも連載扱い                 |
| 036  | るるひかる -Vampire Memories-            | 今村翠               | －                                    | －         | －         | 本誌でも連載扱い                 |

### 小説
- JKハルは異世界で娼婦になったAutumn（作：平鳥コウ、挿画：山田J太）：2024年5月3日[1] - 2025年6月20日[39]